# Райдер (эстрада)
Ра́йдер (от англ. rider) — перечень условий и требований, предъявляемых артистом, музыкантом или творческим коллективом к организаторам выступлений. Выполнение условий райдера стороной организатора является необходимым условием организации выступления артиста или музыканта. В противном случае артист имеет право отказаться от выступления без возврата внесённой предоплаты и возмещения убытков организатора.

## Бытовой райдер
Бытовой райдер — документ (группа документов), содержащий перечень требований к быту (в том числе к питанию, охране и способу передвижения), предъявляемый выступающим артистом к организаторам мероприятия.
Проверяет исполнение бытового райдера арт-менеджер артиста.

## Технический райдер
Технический райдер — документ (группа документов), содержащий перечень технического оборудования (звукового, светового, сценического), необходимого для выступления артиста, музыканта или творческого коллектива.
В некоторых случаях, при организации крупных концертов, музыкальных фестивалей или конкурсов, технический райдер также содержит информацию о специалистах, которые необходимы для обслуживания оборудования. Танцевальный ансамбль включает в райдер минимальные габариты сцены; рок-группы могут оговорить возможность использования различных пиротехнических средств; если нужен рояль — то тип и стандарт настройки, и тому подобное.
Обеспечивают исполнение технического райдера организаторы концертов.

## Использование
В большинстве случаев бытовой райдер используют давно гастролирующие артисты, а технический — даже начинающие.
Из-за разногласий по райдеру представление отменяют нечасто: в интересах и исполнителя, и принимающей стороны, чтобы представление состоялось. Капризы могут быть элементом, привлекающим поклонников, и предметом обсуждения «жёлтой прессы» — но чаще они имеют вполне утилитарный смысл и объясняются какими-то неудобствами, возникшими на предыдущих шоу.
Например, группа Van Halen в середине райдера вписывала требование тарелки M&M’s без коричневых конфет, иначе выступление не состоится. Купить несколько пачек и отсортировать их — работа несложная, но если её не выполнили, исполнители начинали подозревать, что райдер не читали. Дело в том, что группа возила девять грузовиков оборудования, поэтому были особые требования к прочности потолочных балок и потребляемому току. По утверждению Дэвида Ли Рота, это требование появилось, когда плохо закреплённая балка едва не задавила кого-то из персонала. В другой раз он увидел в тарелке коричневые конфеты и начал проверять сцену на прочность единственным доступным ему способом — начал громить всё, что попало под руку. Действительно, вскоре сцена провалилась, ущерб составил 85 тыс. $.
Артист-коллекционер может просить в райдере помочь своему хобби — например, Майкл Бубле, фанат хоккея, просит шайбу с эмблемой местного клуба.